# Georgia Victoriosa
Georgia Victoriosa (en georgiano: გამარჯვებული საქართველო) es un partido político en Georgia fundado por Irakli Okruashvili en 2019.

## Ideología
Gubaz Sanikidze ha apoyado un “conservadurismo ilustrado”, criticando el neoliberalismo por rechazar “a Dios, la fe, la patria y el honor”, sin lograr movilizar a la gente para la lucha. Culpó al neoliberalismo de dañar a Occidente y ayudar así a Vladímir Putin a fortalecerse.

## Historia
El 11 de junio de 2019, Irakli Okruashvili anunció la creación de un nuevo movimiento político con el nombre de Georgia Victoriosa. Okruashvili había sido ministro de Defensa durante el gobierno del presidente Míjeil Saakashvili de 2004 a 2006 hasta su destitución y posteriormente se convirtió en una influyente figura de la oposición al fundar el partido Movimiento por una Georgia Unida. A él se unieron otras figuras conocidas como Gubaz Sanikidze, uno de los fundadores del partido Foro Nacional y ex socio de coalición del partido gobernante Sueño Georgiano.
En las elecciones parlamentarias de 2020, el partido se presentó en solitario y consiguió el 0,19% de los votos. Gubaz Sanikidze, que seguía siendo parte del partido, se presentó en la coalición La fuerza está en la unidad, liberada por el Movimiento Nacional Unido. Tras las elecciones, Georgia Victoriosa se sumó al boicot del Parlamento por supuestas irregularidades en las elecciones, que duró casi 5 meses. El 19 de abril de 2021, por mediación del presidente del Consejo Europeo, Charles Michel, se llegó a un acuerdo entre la oposición y Sueño Georgiano, como resultado del cual 12 diputados de la oposición, entre ellos 1 miembro de Georgia Victoriosa, ingresaron al parlamento.
El partido se unió a una declaración de otros 14 partidos en el verano de 2021 para defender los derechos LGBT en Georgia en el período previo a la marcha del Orgullo en Tiflis.El partido se opone firmemente a la migración rusa a Georgia tras la invasión rusa de Ucrania (Irakli Okruashvili estuvo combatiendo un tiempo como voluntario en Ucrania), y el líder del partido incluso sugirió una acción violenta para frenar la inmigración.
El partido apoyó la coalición Unidad-Movimiento Nacional para las elecciones parlamentarias de 2024.

## Resultados electorales
En las elecciones parlamentarias de 2020, el partido obtuvo un diputado, Gubaz Sanikidze.
| Elección | Votos   | %     | Representantes | +/–   | Posición | Coalición                   |
| -------- | ------- | ----- | -------------- | ----- | -------- | --------------------------- |
| 2020     | 3,750   | 0,19  | 0/150          | Nuevo | 19.º     |                             |
| 2020     | 523.127 | 27,18 | 1/150          | Nuevo | 2.º      | La fuerza está en la unidad |